# Susan Strasberg
Susan Strasberg (22 de maio de 1938 - 21 de janeiro de 1999) foi uma atriz estadunidense. Ela fez sua estréia na Broadway em 1955 aos 17 anos. Strasberg atuou em dois filmes, Férias de Amor (1955) com William Holden e Quando o Espetáculo Termina (1958) com Henry Fonda. 